# Зорька (Червенский район)
Зорька (бел. Зорка) — деревня в Червенском районе Минской области Беларуси. Входит в состав Руднянского сельсовета.

## Географическое положение
Расположена в 20 километрах к северо-западу от Червеня, в 82 км от Минска, в 33 км от железнодорожной станции Смолевичи линии Минск—Орша.

## История
Основана в 1923 году как посёлок Зорька на незаселённых землях, принадлежавших бывшему имению Дряхча. 20 августа 1924 года посёлок Заря вошёл в состав вновь образованного Руднянского сельсовета Червенского района Минского округа (с 20 февраля 1938 — Минской области). Согласно переписи населения СССР 1926 года здесь было 18 дворов, где проживал 101 человек. Во время Великой Отечественной войны деревня была оккупирована немецко-фашистскими захватчиками в начале июля 1941 года. Двое её жителей не вернулись с фронта. Освобождена в начале июля 1944 года. На 1960 год посёлок, где проживали 39 человек. В 1980-е годы деревня, относилась к экспериментальной базе «Новые Зеленки». На 1997 год в деревне было 5 домов и 8 жителей. На 2013 год 4 жилых дома, 4 постоянных жителя.

## Население
- 1926 — 18 дворов, 101 житель
- 1960 — 39 жителей
- 1997 — 5 дворов, 8 жителей
- 2013 — 4 двора, 4 жителя